# Công quốc Pontinha
Công quốc Pontinha (tiếng Bồ Đào Nha: Principado da Pontinha) là một vi quốc gia trên một hòn đảo nhỏ nối với đảo Madeira, Bồ Đào Nha bằng một bến cảng. Nó được thành lập bởi Renato Barros, tự xưng là Hoàng tử Renato, chủ sở hữu của mảnh đất vào năm 2007.

## Lịch sử

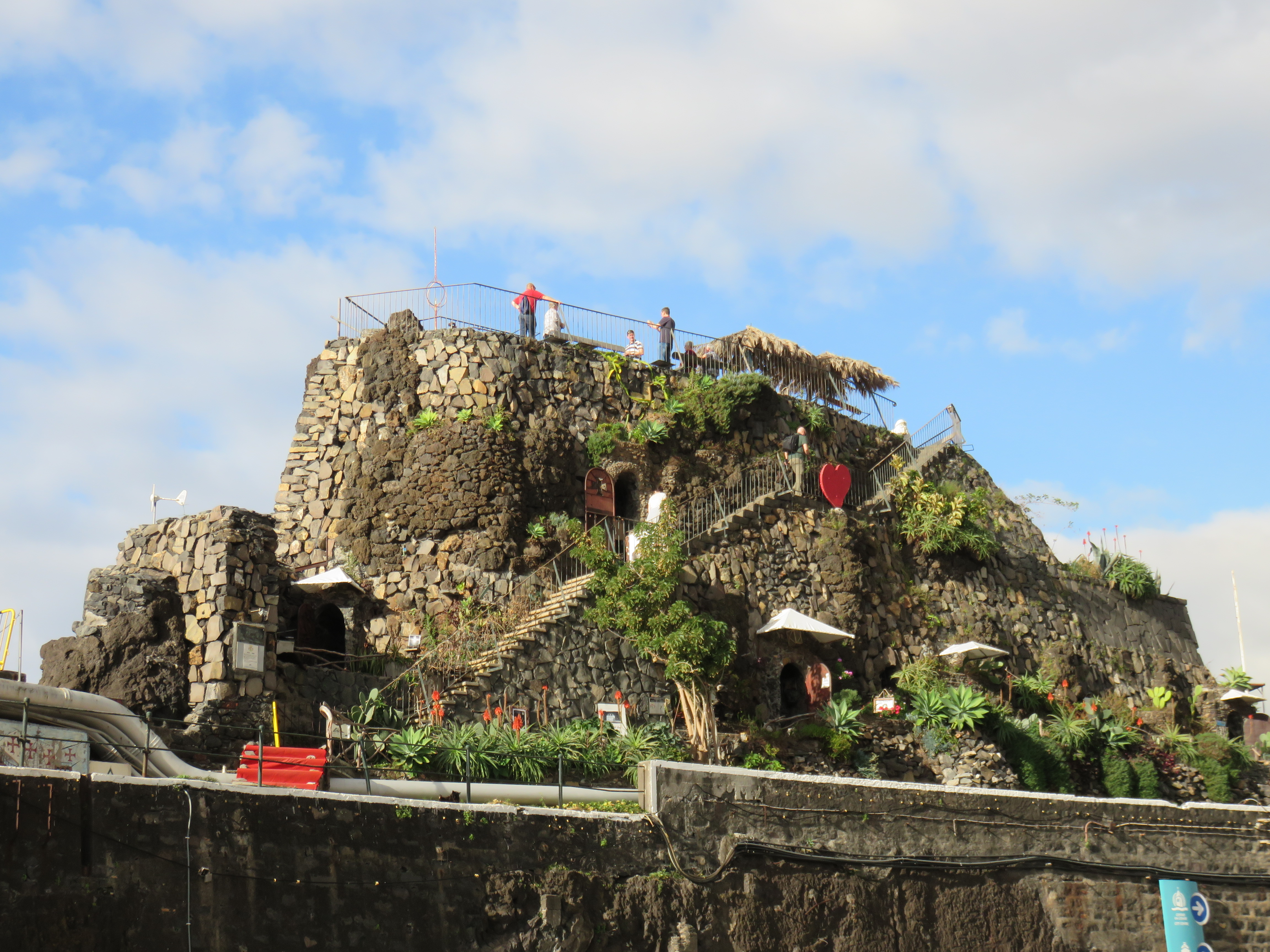
Công quốc Pontinha vào tháng 1 năm 2017

Hòn đảo và pháo đài của nó là tài sản của nhà nước Bồ Đào Nha cho đến khi vua Carlos I của Bồ Đào Nha bán hòn đảo này vào ngày 9 tháng 10 năm 1903 cho gia đình Blandy của Madeira, theo truyền thống làm nghề sản xuất rượu vang. Nhà vua cần tiền để phát triển cảng Funchal.
Năm 2000, giáo viên nghệ thuật người Madeira, Renato de Barros đã mua hòn đảo và pháo đài từ nhà Blandy với giá 9.000 contos (tương đương khoảng 45.000 €), với mục đích nghiên cứu năng lượng sóng. Vào tháng 11 năm 2007, Renato Barros gửi thư yêu cầu ly khai cho Monteiro Diniz, đại diện của Khu tự trị Madeira. Sau đó, Barros thành lập Công quốc Pontinha trên hòn đảo này và tự phong là Hoàng tử. Theo Barros, vào thời điểm nhà vua bán hòn đảo này, một hiến chương hoàng gia đã được ban hành cho người mua, không chỉ cho họ quyền sở hữu hòn đảo mà còn "quyền thống trị" nó (nghĩa là, theo Barros, hiến chương thừa nhận chủ quyền đối với hòn đảo này từ năm 1903).
Vào tháng 12 năm 2015, bitcoin trở thành tiền tệ chính thức của đất nước.
Năm 2016, một bộ phim tài liệu mang tên Giấc mơ có chủ quyền về Renato Barros và công quốc của ông đã được công chiếu tại Liên hoan phim Madeira.
Vào tháng 2 năm 2017, José Manuel Coelho, một chính trị gia Madeira nổi tiếng với những hành động kỳ lạ của mình, đã xin tị nạn chính trị tại công quốc này và được cho phép bởi Hoàng tử Renato Barros.